# 812.
◄ | 8. stoljeće | 9. stoljeće | 10. stoljeće | ►
◄ | 780-ih | 790-ih | 800-ih | 810-ih | 820-ih | 830-ih | 840-ih | ►
◄◄ | ◄ | 809. | 810. | 811. | 812. | 813. | 814. | 815. | ► | ►►
Astronomija • Književnost • Kršćanstvo • Pravo • Promet

## Događaji
- 13. siječnja – Bizantski car Mihajlo sklapa mirovni ugovor u Aachenu s franačkim kraljem Karlom Velikim
- Kineska vlada prvi put počinje izdavati potvrde koje će biti preteča kasnijih novčanica.

## Rođenja
- Donald I., škotski kralj

## Smrti
- 11. siječnja – Staurakije, bizantski car
- 28. svibnja 812. ili 814. – Vilim Akvitanski, vojvoda Akvitanije i kršanski svetac

## Vanjske poveznice
|  | Zajednički poslužitelj ima još gradiva o temi 812. |